# Ла-Пинтана
Ла-Пинтана (исп. La Pintana) — коммуна в Чили. Одна из городских коммун города Сантьяго. Коммуна входит в состав провинции Сантьяго и Столичной области.

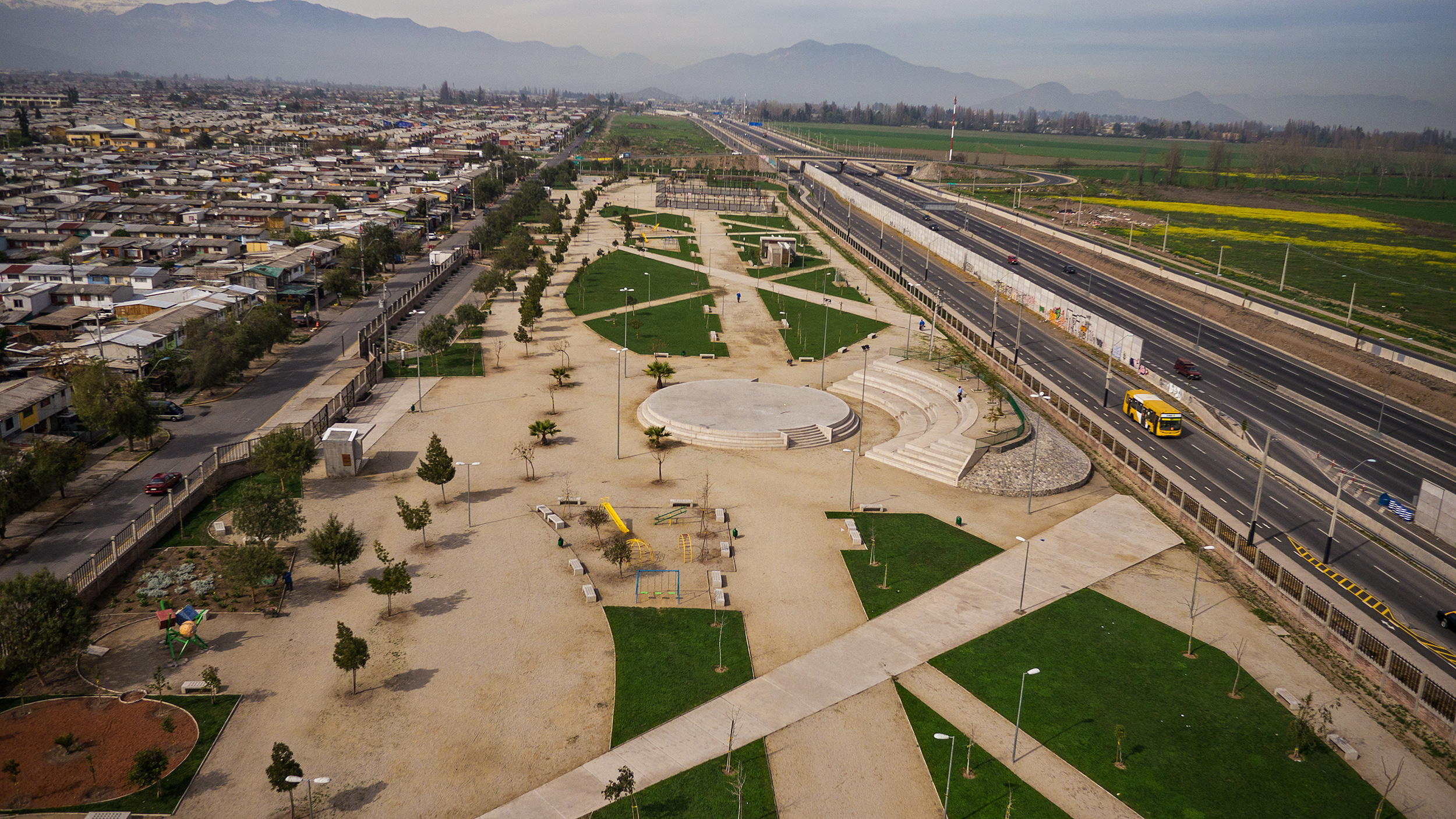
Парк Ла Платина

Территория — 30,6 км². Численность населения — 177 335 жителей (2017). Плотность населения — 5795,3 чел./км².

## Расположение
Коммуна расположена на юге города Сантьяго.
Коммуна граничит:
- на севере — c коммунами Сан-Рамон, Ла-Гранха
- на востоке — с коммунами Пуэнте-Альто, Ла-Флорида
- на юге — c коммуной Сан-Бернардо
- на западе — c коммуной Эль-Боске

## Демография
Согласно сведениям, собранным в ходе переписи 2017 г. Национальным институтом статистики (INE),  население коммуны составляет:
| Полное население                          | Полное население                          | Полное население                          | Полное население                          | Полное население                          | 177 335 |
| ----------------------------------------- | ----------------------------------------- | ----------------------------------------- | ----------------------------------------- | ----------------------------------------- | ------- |
| в том числе:                              | Городское население                       | 177 335                                   | Процент городского населения, %           | 100,00                                    |         |
|                                           | Сельское население                        | 0                                         | Процент сельского населения, %            | 0,00                                      |         |
|                                           | Мужское население                         | 87 044                                    | Процент мужского населения, %             | 49,08                                     |         |
|                                           | Женское население                         | 90 291                                    | Процент женского населения, %             | 50,92                                     |         |
| Плотность населения, чел./км²             | Плотность населения, чел./км²             | Плотность населения, чел./км²             | Плотность населения, чел./км²             | Плотность населения, чел./км²             | 5795,3  |
| Население коммуны в % к населению области | Население коммуны в % к населению области | Население коммуны в % к населению области | Население коммуны в % к населению области | Население коммуны в % к населению области | 2,49    |

| Динамика изменения населения коммуны | Динамика изменения населения коммуны | Динамика изменения населения коммуны | Динамика изменения населения коммуны |
| ------------------------------------ | ------------------------------------ | ------------------------------------ | ------------------------------------ |
| 1992                                 | 2002                                 | 2012                                 | 2017                                 |
| 169 640                              | 190 085▲                             | 182 930▼                             | 177 335▼                             |